# Yuan Ye
Dans ce nom chinois, le nom de famille, Yuan, précède le nom personnel.
Yuan Ye, né le 1er juillet 1979 à Changchun, est un patineur de vitesse sur piste courte chinois.
Il a décroché une médaille de bronze olympique dans l'épreuve du relais sur 5000m lors des Jeux de 1998 à Nagano, au Japon, avec ses coéquipiers Yulong An, Kai Feng et Jiajun Li.

## Palmarès

### Jeux olympiques
- Médaillé de bronze olympique en relais sur 5 000 m aux Jeux olympiques d'hiver de 1998 à Nagano ( Japon)